# Quý ông sở thú
Quý ông sở thú (tiếng Anh: Mr. Zoo: The Missing VIP, tiếng Hàn: 미스터 주: 사라진 VIP) là một bộ phim hài Hàn Quốc do đạo diễn Kim Tae-yoon thực hiện cùng với Liyang Film và HJ Film sản xuất. Phim bắt đầu công chiếu tại các rạp Hàn Quốc vào ngày 22 tháng 1 năm 2020 và tại Việt Nam vào ngày 21 tháng 2 năm 2020.

## Nội dung
Quý Ông Sở Thú sẽ theo chân Joo Tae-joo - đặc vụ cao cấp của Cơ quan Tình báo Quốc gia. Anh được giao nhiệm vụ bảo vệ an toàn cho một khách VIP. Chẳng thể ngờ khách VIP đột nhiên biến mất, nhiệm vụ bảo vệ bất thành. Gặp tai nạn trong khi làm nhiệm vụ, Joo Tae-joo tưởng chừng tuyệt vọng cho đến khi đột nhiên phát hiện: anh có khả năng hiểu được tiếng của động vật. Và từ đây, anh bắt đầu hành trình dở khóc dở cười với sự trợ giúp của chú chó đặc vụ

## Diễn viên
- Lee Sung-min vai Joo Tae-joo
- Kim Seo-hyung vai Giám đốc Min
- Kal So-won vai Seo-Yeon
- Bae Jeong-nam vai Man-sik
- Song Hoon vai MC sự kiện
- Lee Soo-Kyung vai So-jin

## Sản xuất
Phim dưới sự chỉ đạo của đạo diễn Kim Tae-yoon bắt đầu quay từ ngày 9 tháng 7 năm 2018 và kết thúc vào ngày 22 tháng 10 năm 2018.